# Мольфетта
Мольфе́тта (итал. Molfetta) — город-порт в Апулии (провинция Бари), в 25 км к северу от Бари, на берегу Адриатического моря. Местные жители говорят на характерном мольфеттском диалекте. Население — 59,9 тыс. чел. (2009).
Среди преобладающей застройки послевоенного времени разбросаны памятники Средневековья, напоминающие о времени, когда Мольфетта была одним из главных центров Сицилийского королевства. Наиболее значителен среди них собор Сан-Коррадо — редкий по слитности силуэта образец апулийской романики. Окрестности города изобилуют старинными дозорными башнями.
После осады французами в 1529 году Мольфетта пришла в упадок, однако вернулась к жизни с оживлением в XIX веке адриатического судоходства.
Покровителями коммуны почитаются San Corrado di Baviera, празднование 9 февраля, и Пресвятая Богородица (Madonna dei Martiri), празднование 8 сентября.

## Города-побратимы
- Гёрлиц, Германия (1971)
- Фримантл, Австралия (1984)